# Сурт
Сурт или Суртур (на старонорвежки: Surtr, „черен“, „мургав, смугъл“) е персонаж в скандинавската митология, предводител на огнените великани, живеещи в Муспелхайм.
Според митовете, когато настъпи Рагнарьок, Сурт ще изведе своето войнство на равнината Вигрид, простираща се на 120 левги във всяка посока и огнените великани ще я изпълнят цялата. После ще ги поведе в поход на север срещу боговете аси, размахвайки пламтящ меч, блестящ по-ярко от слънцето, с който ще отсече ясена Игдрасил. В битката с боговете ще убие Фрейр и после ще потопи целия свят в огън. От неговия огън няма да пострадат само гората Хьодмимир и боговете Видар и Вали, които са неуязвими за него.

## Съвремие
През 2006 г. е открит естествен спътник на планетата Сатурн, обозначен условно като S/2006 S 7. Близо година по-късно спътникът е наречен на огнения великан.